# Where Europe Ends?
Where Europe Ends? este un film românesc din 2009 regizat de Sinisa Dragin.